# Kirche der Heiligen Dreifaltigkeit (Ronaț)
Die Kirche der Heiligen Dreifaltigkeit (rumänisch Biserica romano-catolică “Preasfânta Treime”) ist eine römisch-katholische Kirche im Quartier Ronaț des V. Bezirks Mehala der westrumänischen Stadt Timișoara.

## Geschichte
Die Kirche der Heiligen Dreifaltigkeit gehört zu der Pfarrei der Marienkirche in der Mehala und liegt in der vor dem Ersten Weltkrieg erbauten Eisenbahner-Kolonie Ronaț. Im Sommer des Jahres 1943 wurde sie während der zwei anglo-amerikanischen Bombenangriffe auf den Bahnhof Timișoara Nord stark beschädigt. 
Der erste Versuch eines Wiederaufbaus wurde 1946 unternommen, unter der kommunistischen Herrschaft musste das Projekt aber aufgrund der politischen und wirtschaftlichen Lage aus finanziellen Gründen eingestellt werden. Zwar war die Ronațer Gemeinde an die Pfarrei der Mehala angeschlossen, jedoch erwirkte später der Salvatorianerpater Johannes Blum die Genehmigung für die Wiedererrichtung der kleinen Kirche, die dann mit Hilfe der katholischen Eisenbahner aus der Ronaț und der Caritas auch gelang. 
Im Dezember 1964 wurde das kleine Gotteshaus vom damaligen Ordinarius des Bistums Timișoara Konrad Kernweisz konsekriert. In den 1980er Jahren wurde die Kirche von dem in Ronaț aufgewachsenen Künstler Paul Veres ausgemalt.
Die Heilige Messe wird in ungarischer, rumänischer und deutscher Sprache gehalten.